# امیر معماری (بازیکن فوتبال)
امیر معماری (زادهٔ ۲۰ فروردین ۱۳۷۲ در بهبهان) بازیکن فوتبال ایرانی است که در پست مهاجم برای باشگاه فوتبال آیزول در آی-لیگ کشور هند بازی می‌کند.

## سابقه
امیر معماری سابقه بازی در لیگ برتر فوتبال تاجیکستان, هند، اندونزی، مالدیو، افعانستان و فیلیپین را دارد.